# HAŠK
Hrvatski akademski športski klub, skraćeno HAŠK, bio je hrvatski sportski klub iz Zagreba. 

## Povijest
Osnovan je 6. studenoga 1903. u Zagrebu pod nazivom Akademički šport klub (skraćeno AŠK). Iduće godine na prvoj klupskoj skupštini promijenjeno je ime u HAŠK.
Klupski utemeljitelji bili su sljedeći studenti Sveučilišta u Zagrebu: August Adam, Dragutin Albrecht, Petar Čerlek, Vjekoslav Jurković, Marko Kostrenčić, Krešimir Miskić, Oskar Mohr, Lav Wodwarka i Hinko Würth. Potonji je bio prvi klupski predsjednik.
Bio je jedan od izdavača Hrvatskog športskog lista.
Tijekom Prvog svjetskoga rata došlo je do smanjenja klupske aktivnosti. Ona je pojačana nakon završetka Prvog svjetskog rata kada dolazi do osnutka novih sportskih sekcija.
HAŠK je tijekom međuraća  bio jedan od glavnih jugoslavenskih sportskih klubova. Imao je sekcije za atletiku, biciklizam, boks, gimnastiku, hazenu, hokej na ledu, hokej na travi, klizanje, kuglanje, lov, mačevanje, motociklizam, nogomet, plivanje, sanjkanje, skijanje, stolni tenis i tenis. Imao je muške i ženske sportske sekcije.
Od HAŠK-ovih sekcija prvenstva Jugoslavije osvojili su: atletičari i atletičarke (1932., u krosu 1922.), hazenašice (1938.), nogometaši (1937./38., tenisači u ekipnoj konkurenciji (1929./30., 1933., 1935.) i tenisačice (1929./30.).
Klub je djelovao do 1945. godine kada je ukinut dekretom komunističkih vlasti. Nasljednik klupskih igrališta i prostorija bilo je novoosnovano Studentsko fiskulturno društvo Akademičar. Akademičar se iduće godine spaja s Omladinskim fiskulturnim društvom Mladost, osnovanim 12. lipnja 1945. To novo društvo danas se zove Hrvatsko akademsko športsko društvo Mladost. 
Nogometna sekcija Mladosti djelovala je do siječnja 1955. Djeluje kao samostalni klub od siječnja 1955. do srpnja 1956. kada se spaja s Vrapčem.
Danas postoji nogometni klub NK HAŠK 1903 Zagreb, osnovan 1953., koji nema nikakvu poveznicu s HAŠK-om.

## Nogometna sekcija
Igrači HAŠK-a su 1903. i 1904. trenirali na tadašnjem sajmištu koje se nalazilo istočno od Draškovićeve ulice. Godine 1904. dobiva zemljište u Zapadnom perivoju (današnji Marulićev trg). Ondje je 1906. održana prva javna međuklupska nogometna utakmica u Hrvatskoj. Igrači HAŠK-a od 1905. treniraju na Elipsi. HAŠK je na Maksimiru 1912. izgradio vlastito igralište, atletsku stazu i teniske terene (na prostoru današnjega nogometnog stadiona).
Klupska adresa 1925. bila je Kavana Zagreb, a 1932. Dolac 8. Klupske boje 1932. bile su crvena, bijela i zlatna. Krajem 1937. osnovana je ženska nogometna sekcija, jedna od prvih u Kraljevini Jugoslaviji.
Bio je prvak Kraljevine Jugoslavije u sezoni 1937./38.

### Poznati igrači
- Vladimir Šuput
- Ivo Lipovšćak
- Eugen Dasović
- Stjepan Šterk
- Ivan Šojat
- Eugen Emil Plazzeriano
- Stjepan Vrbančić
- Mirko Križ
- Hinko Würth
- Ivica Gajer
- Ivica Golac
- Danijel Premerl
- Marko Doranić (Egon Wasserlauf)
- Dragutin Friedrich
- Tomislav Crnković
- Andrija Konc
- Đuka Agić
- Nikola Babić
- Ivan Benković
- Slavin Cindrić
- Ivan Hitrec
- Ratko Kacian
- Ljudevit Vujković Lamić – Moco
- Zlatko Čajkovski
- Željko Čajkovski
- Bruno Knežević
- Ljubo Kokeza
- Franjo Šoštarić

## Vanjske poveznice
- Bogdan Cuvaj, Hrvatski akademski športski klub (HAŠK) Zagreb, Povijest sporta, rujan 1982., br. 52., str. 234–255.
- Bogdan Cuvaj, Hrvatski akademski športski klub (HAŠK) 1914 — 1924. (Nastavak — 2), Povijest sporta, prosinac 1982., br. 53., str. 282–306.
- Bogdan Cuvaj, Hrvatski akademski športski klub (HAŠK) Zagreb (3), Povijest sporta, ožujak 1983., br. 54., str. 28–45.
- Bogdan Cuvaj, Hrvatski akademski športski klub (HAŠK) Zagreb (4), Povijest sporta, lipanj 1983., br. 55., str. 99–118.
- Bogdan Cuvaj, Hrvatski akademski športski klub (HAŠK) Zagreb (5), Povijest sporta, rujan 1983., br. 56., str. 191–198.
- Bogdan Cuvaj, Hrvatski akademski športski klub (HAŠK) Zagreb (6), Povijest sporta, prosinac 1983., br. 57., str. 273–284.